# بوزملة (الثلث التحتاني)
بوزملة هو دُوَّار يقع بجماعة السفلات، إقليم الرشيدية، جهة درعة تافيلالت في المملكة المغربية. ينتمي الدوّار لمشيخة الثلث التحتاني التي تضم 6 دواوير. يقدر عدد سكانه بـ 268 نسمة حسب الإحصاء الرسمي للسكان والسكنى لسنة 2004.

## روابط خارجية
- البوابة الوطنية للجماعات الترابية نسخة محفوظة 12 مارس 2018 على موقع واي باك مشين.
- المندوبية السامية للتخطيط